# Dirk Barrez
Dirk Barrez este un jurnalist belgian care lucrează pentru programul de televiziune VRT, postul Terzake.